# Are You Ready for Love (DVD)
Are You Ready for Love è un DVD dell'artista britannico Elton John, pubblicato dalla Mercury Records nel 2003.
Non ha una lunghissima durata, e mostra il videoclip del brano omonimo Are You Ready for Love, ripescato dall'oblio proprio in quell'anno. Infatti, al momento della sua pubblicazione nel 1979, era passato abbastanza inosservato; poi, nel 2003, dopo il successo in una sua remix in occasione della Love Parade di Berlino 2003, il brano è stato nuovamente distribuito in questa nuova versione cavalcando l'eco dell'inaspettata sorpresa. I risultati sono stati lusinghieri, dato che Are You Ready for Love è stata la hit più fortunata dell'Elton anni Duemila, raggiungendo tra l'altro la prima posizione nel Regno Unito.